# Glen Ellen
Glen Ellen är en ort (CDP) i Sonoma County i delstaten Kalifornien i USA. Orten hade 714 invånare, på en yta av 5,44 km² (2020). Glen Ellen har varit hem åt bland andra Jack London och Hunter S. Thompson.